# Тютиков, Евгений Гаврилович
Евге́ний Гаври́илович Тю́тиков (11 июня 1966, Новосибирск — 14 июня 2024) — советский и российский хоккеист, защитник. Мастер спорта СССР. Тренер.

## Биография
Воспитанник новосибирской «Сибири». В матчах команд мастеров дебютировал 29 сентября 1983 года в возрасте 17 лет — перед домашней игрой чемпионата СССР в «Сибири» заболело много игроков основного состава, и были вызваны хоккеисты молодёжной и дочерней команд. Победу одержало московское «Динамо» 12:1. Армейскую службу проходил в составе команды второй лиги СКА Новосибирск (1984/85 — 1985/86). Сезон 1986/87 отыграл в первой лиге в составе карагандинского «Автомобилиста». Пять сезонов провёл в первой лиге в «Сибири». Играл за «Спартак» Москва на Кубке Шпенглера-1989. В сезонах 1992/93 — 1993/94 выступал в МХЛ за «Металлург» Магнитогорск. Вернувшись в «Сибирь», отыграл за команду семь сезонов. Сезон 2001/02 начал в «Сибири-2» и вскоре завершил карьеру.
Серебряный призёр хоккейного турнира зимней Универсиады 1991 года.
Всего в составе «Сибири» провёл 13 сезонов. Капитан команды (1999/2000 — 2000/01). Самый результативный защитник команды — 248 (116+132) очков.
Работал тренером в ДЮСШ «Сибирь», в «Амуре» (2007 — 2010).
Умер 14 июня 2024 года в возрасте 58 лет.
27 ноября 2024 г. перед началом хоккейного матча ХК "Сибирь" (Новосибирск) - ХК "Барыс (Нурсултан) был поднят под своды Новосибирской арены свитер Евгения Тютикова. Таким образом ХК "Сибирь" навечно вписали в историю клуба имя хоккеиста.